# Гоговит
Гоговит (на арменски: Գոգհովիտ) е село и община в Армения, област Ширак. Според Националната статистическа служба на Армения през 2012 г. общината има 380 жители.

## Демография
Броят на населението в годините 1831–2004 е както следва: